# Moeda
Moeda este un oraș în Minas Gerais (MG), Brazilia.